# Torsbjergsfyndet

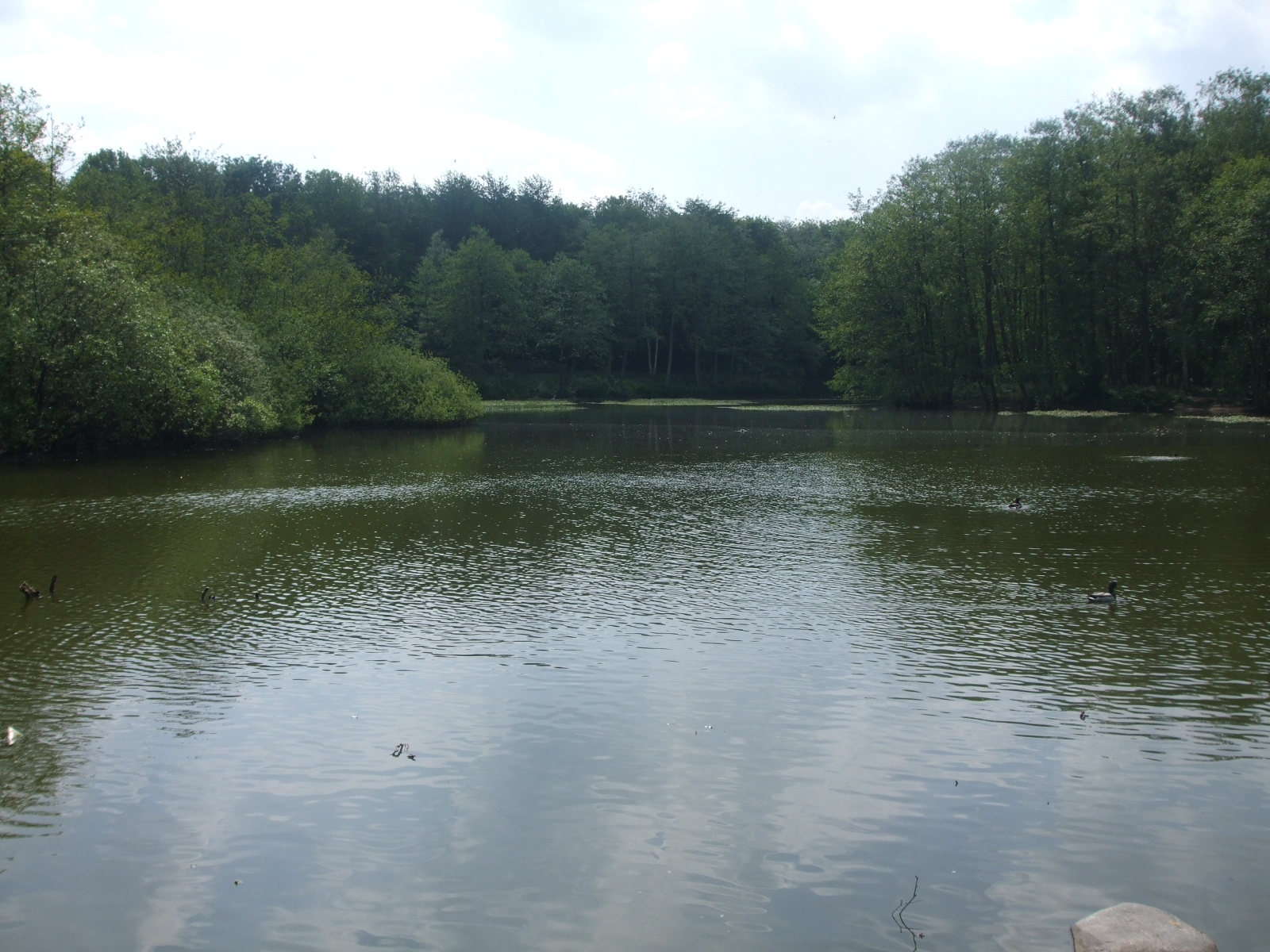
Utsikt över Torsbjerg mosse

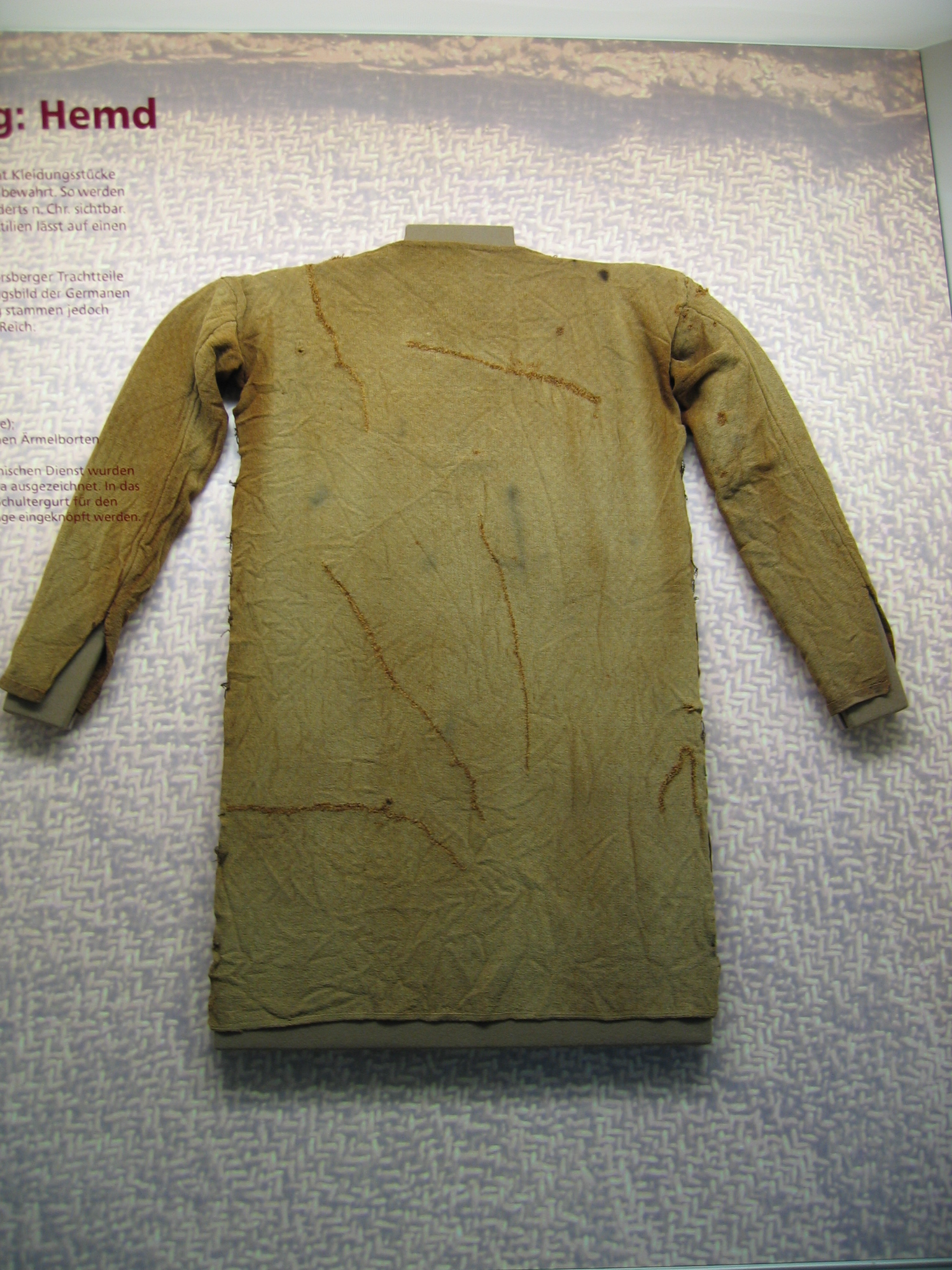
Tunika från 300-talet e.Kr. funnen i Torsbjerg mosse

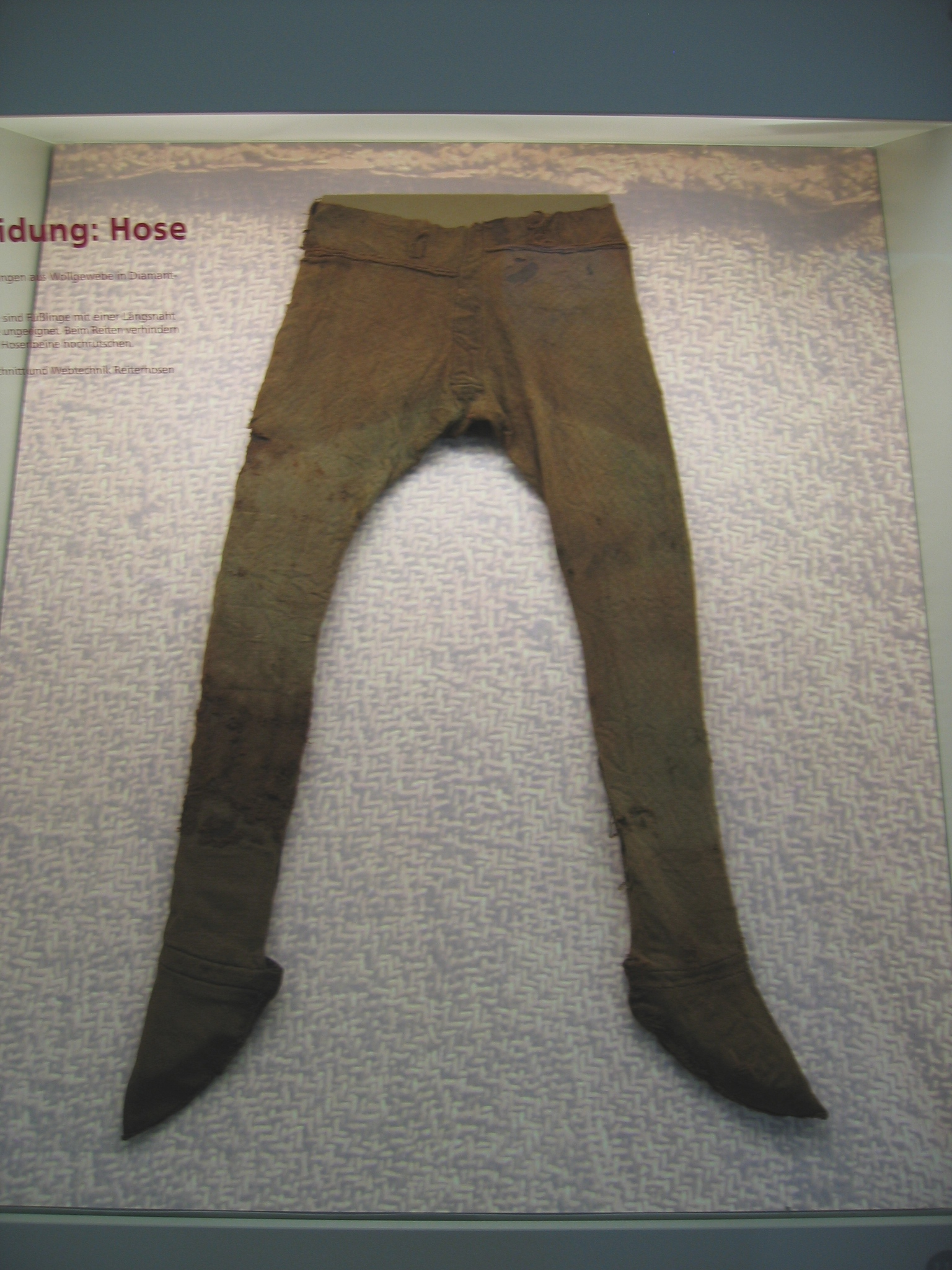
Byxor med sammanhängande strumpor funna i Torsbjerg mosse

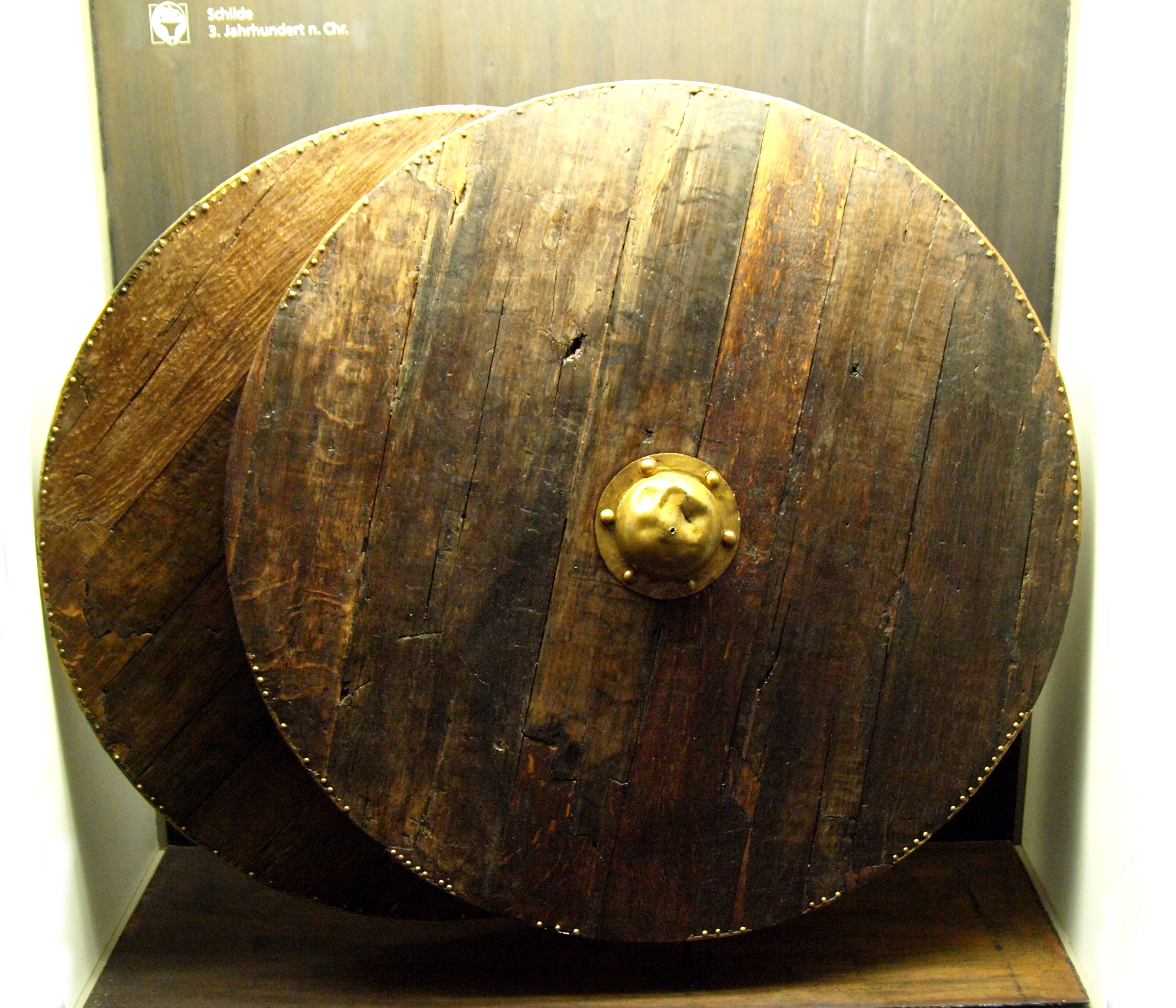
Två rundsköldar av trä från 200-talet e.Kr.

Torsbjergsfyndet är ett av de viktigaste skandinaviska järnåldersfynden, och består av en stor mängd depositioner och vapenoffer, placerade i Torsbjergsmossen 100–500 e.Kr. Fyndet består av vapen, kläder, rustning med mera och är av samma dignitet som de danska mossfynden i Illerup och Vimose. Torsbjerg mosse, (tyska: Thorsberger Moor, danska: Thorsberg Mose eller Thorsbjerg Mose, Tosbarch, Tåsbjerre "Tors berg"), ligger nära Süderbrarup i Angeln i Schleswig-Holstein i Tyskland.
Platsen undersöktes arkeologiskt 1858–1861 av läraren Helvig Conrad Engelhardt från Flensburg. Fynden från denna undersökning är utställda på arkeologimuseet på Gottorps slott. Ytterligare cirka 500 fynd är utställda på Nationalmuseet i Köpenhamn.
Offrandet pågick cirka 100–500 e.Kr., och offren är tydliga votivgåvor. Dock är det inte säkert att de var tillägnade Tor. Ortsnamnet Torsbjerg har troligen yngre ursprung, och härstammar snarare från vikingatidens daner, än anglerna under romersk järnålder. Engelhardt noterade att även om torshammarssymboler finns på flertalet fynd, så är denna symbol förekommande hos en mängd ickegermanska folk, till och med hos indianer i Amerika. Fynden inkluderar tidiga exempel på både germanska och romerska kläder, ett par fotbeklädda byxor som vanligen daterats till 300-talet, men som på senare tid bedömts vara från senast år 300; romerska hantverk, bland annat två phaleræ, militära dekorationer i form av rikt utsmyckade guldskivor (13,2 cm i diameter) gjorda på 300-talet hos hantverkaren Saciro nära Köln, vilka är smyckade med en bild av en sittande man med ett spjut, antagligen en representation av Mars; samt germanska hantverk, bland annat Torsbjerg-doppskon, en bit av en svärdsskida som bär en av de tidigaste runinskrifterna man funnit. Några av de germanska fibulorna och romersktillverkade sköldbucklorna verkar ha kommit från germanska stammar i söder, som hade mer direkt kontakt med romarna. Efter 200 e.Kr. blev vapendeponeringarna allt fler, möjligen på grund av konflikter med stammar som Markomannerna (166-180 e.Kr.); anledningen till konflikterna är möjligen romerska påtryckningar. Många objekt, speciellt vapen, har gjorts obrukbara genom våld.
Utöver fynd som vapen och andra tillverkade föremål kan även nämnas isolerat benmaterial.
I närheten av mossen finns en gravhög från järnåldern samt en domarring.